# Leena Khamis
Leena Khamis, née le 19 juin 1986 à Camden, est une joueuse australienne de football évoluant au poste d'attaquante. Internationale australienne (25 sélections et 5 buts au 31 août 2015), elle évolue en club aux Western Sydney Wanderers.

## Biographie
Leena Khamis fait partie de la sélection australienne des moins de 19 ans participant à la Coupe du monde des moins de 19 ans 2004, éliminée en quarts de finale, et à la Coupe du monde des moins de 20 ans 2010, où elle ne passe pas la phase de groupes.
Khamis participe à la Coupe du monde de football féminin 2011 et y inscrit un but lors du deuxième match de groupe contre la Guinée équatoriale.
En club, elle évolue aux Western Sydney Wanderers depuis 2020.